# Thalia-Grundschule
Das Gebäude der Thalia-Grundschule ist ein Kulturdenkmal in der Ortslage Stralau des Berliner Ortsteils Friedrichshain im Bezirk Friedrichshain-Kreuzberg. Es befindet sich in der Straße Alt-Stralau 34 und wurde zum Ende des 19. Jahrhunderts für die schnell wachsende Einwohnerzahl der Gemeinde errichtet. Die Unterrichtsanstalt diente von ihrer Eröffnung 1894 bis Anfang der 1950er Jahre als Schule, danach wurde sie bis zur Wende als Jugendheim genutzt. Ab 1998 wurde aus der Einrichtung wieder eine Schule.

## Lage
An der Straße Alt-Stralau 34 (bis 1900 Dorfstraße) steht ein unverputztes Backsteingebäude, das in den Jahren 1893/1894 errichtet und als Gemeindeschule Stralaus eröffnet wurde. Daneben befindet sich die später hinzugebaute Turnhalle mit ihrer Hauptachse ebenfalls längs der Straße.

## Geschichte der Schuleinrichtung
Der Amtsvorsteher L. Kracht weihte am 1. April 1894 die im Auftrag der Stralauer Verwaltung errichtete Gemeindeschule in der Dorfstraße 33–35 ein Sie unterstand einem von der Gemeinde eingesetzten Schulvorstand. Nach der Eingemeindung Stralaus nach Berlin im Jahr 1920 wurde die Einrichtung zur 35. Gemeindeschule im Bezirk Friedrichshain, in den 1930er Jahren zur 41. Volksschule. Zudem unterhielt die Bezirksverwaltung im Schulhaus bis um 1944 eine städtische Volksbücherei mit einem „Kinderlesesaal“. Im Zweiten Weltkrieg befand sich in der Schule ein Lazarett.

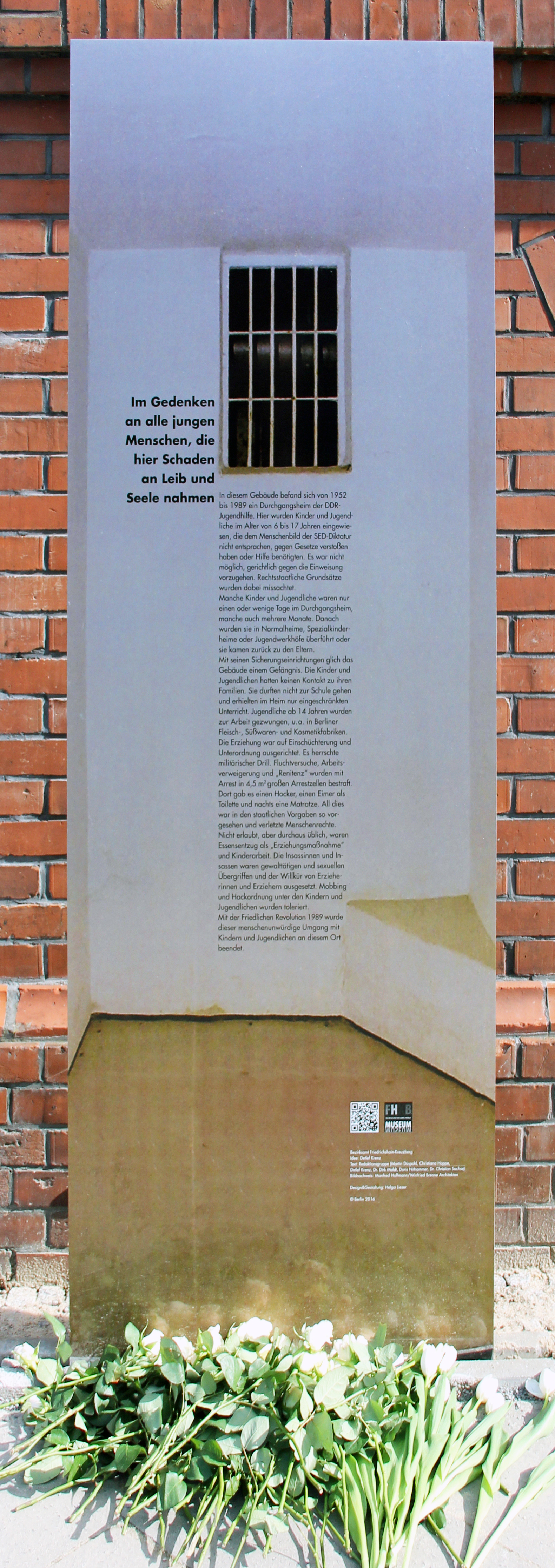
Gedenktafel

Nach dem Ende des Krieges waren die Schülerzahlen rückläufig, so dass der Schulunterricht in den 1950er Jahren aufgegeben und das Haus von 1952 bis 1989 zu einem Durchgangsheim für weibliche Jugendliche der Jugendhilfe umfunktioniert wurde. Hier wurden Kinder und Jugendliche zwischen 6 und 17 Jahren untergebracht, die nach den Normen der DDR auffällig geworden waren. Manche Kinder und Jugendlichen hielten sich hier nur wenige Tage auf, einige auch mehrere Monate. Anschließend wurden sie in normale Heime, Spezialheime oder Jugendwerkhöfe überführt oder sie kehrten zu ihren Eltern zurück. Das Gebäude glich mit seinen Sicherungseinrichtungen einem Gefängnis. Die Kinder und Jugendlichen hatten keinen Kontakt zu ihren Familien. Sie durften nicht zur Schule gehen und erhielten im Heim nur eingeschränkten Unterricht. Jugendliche ab 14 Jahren wurden zur Arbeit in Berliner Betrieben gezwungen. Die Erziehung war auf Einschüchterung und Unterordnung ausgerichtet, es herrschte militärischer Drill. Fluchtversuche, Arbeitsverweigerung und „Renitenz“ wurden mit Arrest in 4,5 qm großen Arrestzellen bestraft.
Nach der deutschen Wiedervereinigung 1990 wurde die Heimeinrichtung geschlossen, und das Gebäude diente zunächst als Anlaufstelle für einen Jugendnotdienst. In den späten 1990er Jahren wurde die Einrichtung wieder zu einer Schule rückgebaut. Sie eröffnete 1998 als Grundschule und erhielt den Namen Thalia-Grundschule, benannt nach Thalia, der Muse des Theaters.
Im Jahr 2018 ließ das Bezirksamt Friedrichshain-Kreuzberg aufgrund von Anwohnerforderungen am Schulbau eine Gedenktafel anbringen, die an das Schicksal der Heiminsassen erinnert.
Einige Leiter der Schule
- 1894: Oberlehrer J. Amthor[4]
- 1933: Rektor M. Adam[6]
- 1941: Rektor A. Lange[7]
- 2024: Direktor Marc Wille[1]

Unterrichtsschwerpunkte der Thalia-Grundschule sind zurzeit: Deutsch, Mathematik, Musik, Kunst, Sport, Lebenskunde/Religion (1. bis 6. Klasse), Sachkunde (1. bis 4. Klasse), Englisch (ab 3. Klasse), Natur- und Gesellschaftswissenschaften (1. bis 6. Klasse).
Die Lehrerschaft wird von einem Schulförderverein unterstützt.

## Geschichte und Architektur des Bauwerks
Die Gemeindeverwaltung von Stralau ließ nach Plänen eines ungenannten Architekten ein kompaktes Schulgebäude mit rechteckiger Grundfläche errichten.
Zwischen 1928 und 1930 bekam das Schulgebäude eine neue Fassade mit Rechteckfenstern. In dieser Zeit wurde nach Ausarbeitungen des aus Lichterfelde stammenden Magistratsoberbaurats Franz Meurer eine Turnhalle angebaut, die einen direkten Zugang vom Schulhaus erhielt. Diese nahm die Fassadenmaterialien des Grundgebäudes auf.
Das eigentliche Schulhaus ist ein dreigeschossiger verklinkerter Ziegelbau, der durch Gesimse und Streifen aus dunklen Glasurziegeln und weißen Putzspiegeln belebt wurde. Diesem Haus schließt sich ein schmaler Verbindungsbau an und daran die zweigeschossige und expressionistische Turnhalle. Besonders ausdrucksvoll sind die umlaufenden Dachränder in Gestalt von kleinen aneinandergereihten Spitzgiebelchen.
Das Schulhaus ist 35 Meter lang, die angebaute Turnhalle misst etwa 20 m in der Länge. Die Breite des Gebäudes beträgt 20 m, die Turnhalle ist dagegen nur rund 11 m breit. Zur Straßenseite hin sind die Bauteile in einer Linie ausgerichtet.
Oberhalb jeder Fensterreihe des Haupthauses hat der Architekt als Farbkontrast und zur Belebung je eine weiße Putzfläche eingefügt.